# ومان ملك غوجوسون
ومان هو قائد عسكري صيني من دولة يان التابع لسلالة هان وأسس مملكة في شمال غربي كوريا عام 194 ق. م. وذُكِرَ عن ومان في سجلات المؤرخ الكبير وكتاب هان كونه أول حاكم في تاريخ كوريا سُجِلَ اسمه في الوثائق العائدة لتلك الفترة.

## سيرة
عيَّنَ إمبراطور الصين غاوزو الجنرال لو وان (بالصينية: 盧綰) ملكا جديدا على دولة يان (燕) بعد قيام الإمبراطور غاوزو بقمع ثورة القائد الحربي وحاكم دولة يان الشمالية زانغ تو (臧荼). اشتبه الإمبراطور غاوزو عام 196 ق. م بقيام الجنرال لو وان بالتخطيط لثورة فأمرَ بشنِ هجوم على دولةِ يان. هرب الجنرال لو وان إلى شيونغنو بينما قاد جنراله الذي يدعى ومان حوالي ألف تابع باتجاه الشرق نحو مملكة غوجوسون الكورية. وتلقى أوامر من جن ملك غوجوسون في بادئ الأمر بالعمل على تحصين حدود مملكة غوجوسون، ولكن استطاع ومان الاستيلاء على العرش وأعلن نفسه ملكا (حوالي 194 ~ 180 قبل الميلاد) من خلال عمله على ترسيخ سلطته على اللاجئين الذي قدِموا من دولة يان. ويُقال بأن الملك جن طلب الحصول على اللجوء من مملكة جن وأطلق على نفسه لقب «ملك هان».
كانت وانغوم-سونغ (بالكورية: 왕검성) عاصمة مملكة غوجوسون خلال عهد الملك ومان ويختلف المؤرخون حول موقعها حيث تزعم المصادر الكورية الشمالية أنها تقع إما في منطقة ما حول لياودونغ (تقع الآن ضمن حدود الصين) أو هي نفسها عاصمة دولة كوريا الشمالية الحديثة بيونغيانغ أما المصادر الكورية الأخرى فتذكر وقوعها على الأرجح على نهر لياو الذي يقع حاليا ضمن الأراضي الصينية. عيَّنَ حاكم لياودونغ الملك ومان بصفة تابع (رعية) خارجي شريطة عدم قيامه بمنع السكان الأصليين من الوصول للإمبراطورية، ويكمن ذلك نتيجة عدم تمتع سلالة هان بالاستقرار حينها. يعود تاريخ التعيين إلى عام 191 أو عام 192 ق. م. تمكنت المملكة خلال حقبة ومان جوسون من إخضاع دولة جينبون (진번) ودولة إمدون (임둔) لسيطرتها ووسعت من حدود الرقعة التي سيطرت عليها إلى درجة كبيرة بسبب تفوقها العسكري. وغزا وو إمبراطور هان المملكة في نهايةِ المطاف خلال عهد الملك أوغو عام 108ق. م.